# Ssss
Ssss es el primer álbum de VCMG, el dueto conformado por los músicos Vince Clarke y Martin Gore, publicado en marzo de 2012 por la disquera inglesa Mute Records.

## Descripción
Ssss es la primera colaboración de ambos músicos luego de que Vince Clarke abandonara Depeche Mode en 1981, banda en la que aun hoy permanece Martin Gore. Vince Clarke y Martin Gore junto con Andrew Fletcher fundaron la banda Composition of Sound, que con el ingreso de Dave Gahan se transformaría en Depeche Mode. Vince Clarke formaría luego el dueto Yazoo y posteriormente Erasure donde permanece hasta hoy.
Ssss fue precedido en noviembre de 2011 por el sencillo EP1 / Spock y el mismo marzo de 2012 por EP2 / Single Blip. Para agosto de 2012 apareció EP3 / Aftermaths.

## Lista de temas
Edición en CD
| Ssss |                   |          |  |
| N.º  | Título            | Duración |  |
| 1.   | «Lowly»           | 5:27     |  |
| 2.   | «Zaat»            | 6:28     |  |
| 3.   | «Spock»           | 5:41     |  |
| 4.   | «Windup Robot»    | 5:26     |  |
| 5.   | «Bendy Bass»      | 6:04     |  |
| 6.   | «Single Blip»     | 5:48     |  |
| 7.   | «Skip this Track» | 5:40     |  |
| 8.   | «Aftermaths»      | 6:21     |  |
| 9.   | «Recycle»         | 6:37     |  |
| 10.  | «Flux»            | 5:18     |  |

### Ranking
| Título | Detalles                                                                                                  | Posición más alta | Posición más alta | Posición más alta | Posición más alta | Posición más alta | Posición más alta | Posición más alta |
| Título | Detalles                                                                                                  | R.U.              | Austria           | BEL (WA)          | FRA               | Alemania          | Sui               | E.U: D/E          |
| ------ | --- | ----------------- | ----------------- | ----------------- | ----------------- | ----------------- | ----------------- | ----------------- |
| Ssss   | - Editado: 12 de marzo de 2012 - Compañía discográfica: Mute/Reprise - Formatos: CD, LP, descarga digital | 81                | 47                | 64                | 159               | 21                | 48                | 10                |

## Créditos
Todos los temas escritos por Clarke/Gore.
- Productor: Vince Clarke y Martin Gore
- Mezclado por: Timothy 'Q' Wiles en The Institute of Gizmology
- Grabación e ingeniería: Sie Medway Smith en Electric Ladyboy y Vince Clarke en The Cabin
- Masterizado por: Stefan Betke (aka Pole) en Scape Mastering, Berlin
- Dirección y diseño de arte: Martin L. Gore, Vince Clarke y Paul Taylor
- Ilustraciones: Jan L. Trigg
- Fotografías: Travis Shinn excepto fotos en el estudio de Vince Clarke, hechas por David Wade